# Hasso Plattner
Hasso C. Plattner, född 21 januari 1944 i Berlin, är en tysk företagsledare som är medgrundare till och styrelseordförande för ett av världens största mjukvaruföretag i SAP SE. Han är också majoritetsägare och styrelseordförande för det amerikanska Sharks Sports and Entertainment, som i sin tur  äger ishockeylagen San Jose Sharks i National Hockey League (NHL) och San Jose Barracuda i American Hockey League (AHL).
Den amerikanska ekonomiskriften Forbes rankar Plattner till att vara världens 78:e rikaste med en förmögenhet år 2019 på $15,7 miljarder.
Plattner är son till Horst Plattner, en ögonläkare från Sibiu (Hermannstadt) i Transsylvanien, och växte upp i villastadsdelen Grunewald i Berlin och i Konstanz i Västtyskland. Han avlade en magisterexamen i informationsteknik vid Karlsruher Institut für Technologie. 1972 blev han en av medgrundarna till SAP.
I oktober 1998 grundade Plattner IT-institutet Hasso-Plattner-Institut (Hasso-Plattner-Institut für Softwaresystemtechnik) som ligger inom universitetsområdet för Universität Potsdam. Efter att Plattner dragit sig tillbaka från SAP:s dagliga affärer, har han  varit verksam som vetenskaps- och konstmecenat, och hans stiftelse har bland annat bidragit till återuppbyggnaden av Potsdams stadsslott, Museum Barberini i Potsdam och ombyggnaden av tidigare Restaurang Minsk till Das Minsk Kunsthaus in Potsdam. År 2005 instiftade han Hasso Plattner Institute of Design utanför Palo Alto, Kalifornien genom en mångmiljondonation till Stanford University.
Plattner är gift och har två barn, varav filmaren Stephanie Plattner. Han är idag bosatt i Haus Urbig i stadsdelen Neubabelsberg i Potsdam, en villa som ritats av Mies van der Rohe och där Winston Churchill bodde under Potsdamkonferensen 1945. På fritiden är han, förutom sina kulturella engagemang, även engagerad inom tävlingssegling och golf.